# Нільс Астер
Нільс Антон Алфілд Астер (17 січня 1897 — 19 жовтня 1981) — шведський актор, популярний у Голлівуді від 1926 до середини 1950-х років, відомий своєю красивою зовнішністю, через що його часто називали «чоловічим варіантом Ґрети Ґарбо». Між 1916 і 1963 роками знявся у понад 70 фільмах, 16 з яких створені у період німого кіно.

## Особисте життя
Нільс Астер був геєм. З початку 1930-х років існують чутки про його гомосексуальні стосунки з режисером Моріцом Стіллером.

## Вшанування пам'яті
- Його ім'я вибите на Алеї Слави в Голлівуді.

## Вибрана фільмографія
| Рік  |   | Українська назва         | Оригінальна назва             | Роль          |
| ---- | - | ------------------------ | ----------------------------- | ------------- |
| 1916 | ф | Крила                    | The Wings                     |               |
| 1926 | ф | Золотий метелик          | The Golden Butterfly          |               |
| 1926 | ф | Три годинники з зозулею  | Three Cuckoo Clocks           |               |
| 1927 | ф | Топсі і Єва              | Topsy and Eva                 |               |
| 1927 | ф | Сорелл і син             | Sorrell and Son               |               |
| 1928 | ф | Козаки                   | The Cossacks                  |               |
| 1928 | ф | Смійся, клоун, смійся    | Laugh, Clown, Laugh           | Луїджі        |
| 1928 | ф | Наші танцюючі дочки      | Our Dancing Daughters         | Норман        |
| 1928 | ф | Картонний коханець       | The Cardboard Lover           |               |
| 1929 | ф | Дикі орхідеї             | Wild Orchids                  | Принц Де Ґейс |
| 1929 | ф | Єдиний стандарт          | The Single Standard           | Пекі Кеннон   |
| 1930 | ф | Морський кажан           | The Sea Bat                   |               |
| 1933 | ф | Гіркий чай генерала Йєна | The Bitter Tea of General Yen | Генерал Йєн   |